# Franz Xaver Gabelsberger
Franz Xaver Gabelsberger (ur. 1789, zm. 1849) – niemiecki wynalazca systemu stenograficznego, prekursor współczesnej niemieckiej stenografii. Był pierwszym stenografem parlamentu bawarskiego.

## Publikacje
- Anleitung zur deutschen Redezeichenkunst oder Stenographie (1834)